# Aporophyla britannica
Aporophyla britannica là một loài bướm đêm trong họ Noctuidae.